# Festival Internacional de Cine de Riga
El Festival Internacional de Cine de Riga —en letón: Rīgas starptautiskais kino festivāls, en ruso: Рижский международный кинофестиваль, en inglés: Riga International Film Festival o RIFF— es un festival cinematográfico que se realiza bienalmente en la capital de la República báltica de Letonia desde el año 1986.
El evento es realizado entre en el mes de septiembre, y es organizado por International Centre of Cinema. Respecto a los galardones que el festival otorga, éstas con «Grand Prize», «Festival Prize», «FIPRESCI Prize» y el «InterFilm Jury Award», mientras que en términos de asistentes, estos alcanzan una media de 35 000 espectadores con alrededor de 100 medios acreditados.

## Palmarés

### Premio FIPRESCISección internacional
| Año  | Ganador                | Director(a)    | Productor(a)                                                                                            |
| ---- | ---------------------- | -------------- | --- |
| 2000 | Ratcatcher             | Lynne Ramsay   | Andrea Calderwood, Gavin Emerson, Bertrand Faivre, Peter Gallagher, Barbara McKissack y Sarah Radclyffe |
| 2002 | Pau i el seu germà     | Marc Recha     | Jacques Bidou, Antonio Chavarrías y Àngels Masclans                                                     |
| 2006 | Den brysomme mannen    | Jens Lien      | Jørgen Storm Rosenberg, Ingvar Þórðarson y Júlíus Kemp                                                  |
| 2011 | Yodaí-e Nader az Simín | Asghar Farhadi | Asghar Farhadi                                                                                          |

### Premio FIPRESCISección báltica
| Año  | Ganador          | Director(a)       | Productor(a)                                                             |
| ---- | ---------------- | ----------------- | ------------------------------------------------------------------------ |
| 2000 | Kiemas           | Valdas Navasaitis | Uljana Kim y Philippe Avril                                              |
| 2002 | Pa celam aizejot | Viesturs Kairiss  | Guntis Trekteris                                                         |
| 2011 | Monsieur Taurins | Alexander Hahn    | Alexander Hahn, Markus Pöchinger, Gundars Abolins y Dzintars Belogrudovs |

### Gran Premio
| Año  | Ganador               | Director(a)                                | Productor(a)                     |
| ---- | --------------------- | ------------------------------------------ | -------------------------------- |
| 2000 | Kiemas                | Valdas Navasaitis                          | Uljana Kim y Philippe Avril      |
| 2008 | Chop Shop             | Ramin Bahrani                              | Lisa Muskat y Jeb Brody          |
| 2008 | Stellet licht         | Carlos Reygadas                            | Carlos Reygadas y Jaime Romandia |
| 2011 | El orden de las cosas | César Esteban Alenda y José Esteban Alenda | José Esteban Alenda y Nina Frese |